# Antun Tunč Ulrich
Antun (Tunč) Ulrich (Zagreb, 24. rujna 1902. – Zagreb, 27. ožujka 1998.), arhitekt. Sin galerista  Antuna Ulricha, otac skladatelja  Borisa Ulricha. 
Odrastao je u uglednoj i imućnoj zagrebačkoj obitelji. Završio je srednju tehničku školu u Zagrebu, gdje prva saznanja o arhitekturi dobiva od profesora Vjekoslava Bastla. Godine 1927. diplomira na Visokoj školi za primijenjene umjetnosti (tada Kunstgewerbeschule, danas Universität für angewandte Kunst Wien) u Beču, u klasi profesora Josefa Hoffmanna. Jedan je od prvih koji je u Hrvatsku donio suvremene arhitektonske ideje i u praksi ih primjenjivao.
Tridesetih godina 20. stoljeća, u vrijeme kad se afirmira moderna arhitektura, Ulrich realizira nekoliko stambeno-poslovnih zgrada u Zagrebu (klinička bolnica Rebro, više športskih građevina). 
Projekt za poslovnu zgradu Vjesnika u zagrebačkoj Savskoj ulici dovršava 1956. godine, dok je gradnja Vjesnika završena tek 1972.
Ulrichov opus nakon Drugoga svjetskog rata do početka sedamdesetih godina, kada prestaje raditi, obuhvaća više od 50 projekata ili izvedenih objekata: športskih, stambenih i uredskih zgrada, škola i domova. 
Svoje je projekte realizirao samostalno ili sa suradnicima u projektnom birou Ulrich. Dobitnik je brojnih stručnih priznanja i nagrada (nagrada Vladimir Nazor 1971., nagrada HAZU-a za najviša znanstvena i umjetnička dostignuća 1995.).

## Vanjske poveznice
- Ulrich, Antun Hrvatska tehnička enciklopedija, portal hrvatske tehničke baštine. LZMK

- Otvorena izložba i objavljena knjiga o Antunu Ulrichu
- O.Š. Pantovčak, Zagreb  Arhivirana inačica izvorne stranice od 3. rujna 2017. (Wayback Machine)